# 基础主义
基礎主義或基礎論（英語：Foundationalism）關注基於合理信念的知識哲學理論，或某些可靠的確定性基礎，例如從合理前提的基礎上推斷出的結論。 基礎主義證明理論的主要競爭對手是證明的連貫性理論，其中不需要安全基礎的知識體系可以透過其組成部分的互鎖強度來建立，就像在沒有事先確定每個小區域的情況下解決的難題一樣已正確解決。
將替代方案確定為循環推理或无限倒退（英語：infinite regress），從而表現出回歸問題（英語：regress argument），亞里士多德將基礎主義作為他自己的明確選擇，確立了支撐他人的基本信念。 笛卡爾在他自己存在的事實和“清晰明確”的理性觀念中發現了基礎，而洛克則在經驗中找到了基礎。不同的基礎可能反映不同的認識論重點——經驗主義者強調經驗，理性主義者強調理性，但也可能二者兼具。
在 1930 年代，關於該概念的論辯再次興起。 莫里茨·施里克 (Moritz Schlick) 將科學知識視為金字塔，其中一類特殊的陳述不需要通過其他信念進行驗證並作為基礎，而奧托·紐拉特 (Otto Neurath) 則認為科學知識缺乏最終基礎，就像木筏一樣。 在 1950 年代，基礎主義開始衰落，主要是由於威拉德·範·奧曼·奎因的影響。
傳統上，基礎主義假定基本信念和信念之間的演繹推理是絕對可靠的。 1975 年左右，出現了弱基礎主義。 因此，最近的基礎主義者以各種方式允許錯誤的基本信念，以及它們之間的歸納推理，或者透過枚舉歸納，或者透過對最佳解釋的推理。 而內在主義者（英語：internalists，哲學術語）需要對正當手段的認知訪問，而外在主義者（英語：externalists，哲學術語）則在沒有這種途徑的情況下找到正當理由。

## 歷史
基礎論的歷史可以回朔到古希臘時代亞里斯多德的《後分析篇》（Posterior Analytics），亞里斯多德認為，如果知識不是基礎的，那麼知識就是循環論證，不然知識就是無限回歸。也就是說，知識的證成不是最終由結論本身支持結論，就是證成的理由或證據後面有無限多個理由或證據。然而這兩種情況都不合理，在此開始了基礎論的發展。
近代哲學家中以勒內·笛卡兒為代表，主張任何知識都有確定性的真信念，在笛卡爾的沉思錄中，利用了懷疑方法，以質疑自己一切信念的方式，引用了惡魔論證與夢論證挑戰感官的可靠性，嘗試得到最原初的知識基礎。

在近代的幾位哲學家，包括了約翰·洛克、哥特佛萊德·萊布尼茲、喬治·貝克萊、大衛·休謨、托馬斯·里德，都接受基礎論。
在二十世紀初接受基礎論的哲學家有伯特蘭·羅素、路德維希·維根斯坦、路易斯(Hywel Lewis)等人。
現代則有罗德里克·奇泽姆
、莫哲(Paul Moser)等人。

## 无限倒退难题
通常我們的信念要得到其他證據的支持才有道理可言，支持信念只有在自身合理的情況之下才能證明其合理性。因此對我們引用作為證據或支持的任何信念，我們總是要問為什麼信念是合理的。而我們不得不引用更多的信念作為證據。因此除非有一些原則性的方法來結束後推，否則沒有信念是合理的。
解決无限倒退難題的方式:
- 一種方式就是其中至少有一個信念不需要依靠其他信念來證成，來中止後退，此為基礎論的立場。

- 另一種是信念相互支持，形成網絡來解消無限後退難題，此為融貫論的立場。

## 證成結構中的信念類型
基礎信念：顧名思義，基礎信念是證成其他信念的信念，基礎信念本身不依靠其信念來證成，它凭自己的特性來自我證成。特別注意基礎信念是从證成而不是因果關係的角度來看的。 
- 哪些信念可以成為基礎信念?[9]

a.知覺或表象經驗
b.知覺信念或記憶信念
非基礎信念: 又可稱為上層信念，是由基礎信念所推論出來的信念。

## 不同的基礎論觀點
強基礎論:在古典的基礎論當中，基礎信念是不會錯的，若擁有此基礎信念本身，就足以保證此基礎信念為真，那麼基礎信念是絕對可靠的，而且只有透過演繹推理才能從基礎信念推論出非基礎信念。
溫和基礎論:相對於古典的基礎論，當代基礎論者已經不接受古典基礎論不可錯的想法，溫和基礎論也允許歸納推論，意味著信念的證成不需要要求非得不可錯。另外也認為知覺信念是合理的。

## 傳統內在論和傳統外在論的爭議
傳統內在論又可分為內在狀態內在論和感受的內在論。內在狀態內在論主要依靠感官狀態、記憶和信念證成知識。然而問題是我們的感官都是與事實相關，那麼我們「在桌子不存在的情況下應該無法知覺到桌子」。如此情況下，傳統內在論的知識是依靠經驗的。而感受的內在論者則認為，依靠證成知識的是感受。若主張強感受的內在論者，只要S相信P證成，S就是直接對P的證成，因為這是S的感受。例如當S被針剌了一下，他會知覺到痛，這是S的感受。對於S來說，當把針剌向他，他知覺到痛，這就是對於他知識的證成。然而問題是，我們的知覺也有可能會出錯，例如海市蜃樓。